# تايلور جولد
تايلور جولد (بالإنجليزية: Taylor Gold)‏ هو متزلج على الثلوج أمريكي، ولد في 17 نوفمبر 1993 في ستيمبوت سبرينغز في الولايات المتحدة.

## وصلات خارجية
- تايلور جولد على موقع الاتحاد الدولي للتزلج (ركوب لوح الثلج) (الإنجليزية)
- تايلور جولد على موقع اللجنة الأولمبية الدولية (الإنجليزية)
- تايلور جولد على موقع أوليمبيديا (الإنجليزية)
- تايلور جولد على موقع اللجنة الأولمبية والبارالمبية الأمريكية (الإنجليزية)
- تايلور جولد على موقع ألعاب إكس (مؤرشف) (الإنجليزية)